# Persone uccise per violenza politica (1984)
Di seguito viene riportata una sintetica cronologia delle vittime provocate per violenza politica in Italia nel 1984.

## Vittime del 1984
| Data         | Nome comune                      | Località                                                   | Responsabili | Vittime | Note |
| ------------ | -------------------------------- | ---------------------------------------------------------- | --- | --- | --- |
| 15 febbraio  | Omicidio di Leamon Hunt          | Roma                                                       | Brigate Rosse | Leamon Hunt (diplomatico statunitense, responsabile logistico della forza militare multinazionale dell'ONU nel Sinai) | Oltre a quella dei brigatisti c'è una rivendicazione delle FARL. |
| 28 settembre | Omicidio di Antonio Chichiarelli | Roma                                                       | Ignoti | Antonio Chichiarelli (criminale e falsario) | Autore del falso «comunicato n. 7» durante il sequestro Moro. |
| 14 dicembre  | Uccisione di Antonio Gustini     | Roma                                                       | Forze dell'ordine | Antonio Gustini (Brigate Rosse) | Ucciso durante l'assalto a un portavalori. |
| 14 dicembre  | Uccisione di Laura Bartolini     | Roma                                                       | Corrado Ferrari (civile)                                                                                              | Laura Bartolini (Brigate Rosse) | Uccisa da un gioielliere durante un tentativo di rapina. |
| 23 dicembre  | Strage del Rapido 904            | San Benedetto Val di Sambro Grande galleria dell'Appennino | Giuseppe Calò (boss mafioso), Guido Cercola, Franco Di Agostino (mafiosi) e Friedrich Schaudinn (artificiere tedesco) | Giovanbattista Altobelli, Anna Maria Brandi, Susanna Cavalli, Lucia Cerrato, Angela Calvanese in De Simone, Anna De Simone, Giovanni De Simone, Nicola De Simone, Pier Francesco Leoni, Luisella Matarazzo, Carmine Moccia, Valeria Moratello, Maria Luigia Morini, Federica Taglialatela, Gioacchino Taglialatela e Abramo Vastarella | Massimo Abbatangelo, esponente del MSI, dopo una condanna in primo grado per strage, è stato assolto da quell'accusa per insufficienza di prove e condannato a 6 anni per detenzione di armi. Le indagini di un'apposita Commissione parlamentare sulla strage hanno evidenziato una colpevole distrazione dei servizi segreti, che avrebbero dovuto vigilare sulle attività terroristiche. |